# Virginia Slims of Columbus 1972
Il Virginia Slims of Columbus 1972 è stato un torneo di tennis giocato sulla terra verde. È stata la 1ª edizione del torneo, che fa parte del Virginia Slims Circuit 1972. Si è giocato a Columbus negli USA dal 1° al 6 agosto 1972.

## Campionesse

### Singolare
Rosemary Casals ha battuto in finale  Françoise Dürr con il punteggio di 6–7, 7–6, 6–0

### Doppio
Françoise Dürr /  Helen Gourlay hanno battuto in finale  Kerry Harris /  Kerry Reid con il punteggio di 6–4, 6–3